# Mittlere Schlitznase
Die Mittlere Schlitznase (Nycteris intermedia) ist eine in West- und Zentralafrika vorkommende Fledermausart der Gattung der Schlitznasen.

## Beschreibung
Die Mittlere Schlitznase ist mit etwa 7 g und einer Unterarmlänge von durchschnittlich 3,6 cm eine sehr kleine Fledermausart. Äußerlich ähnelt sie der Zwerg- und der Bate-Schlitznase, deren Unterarmlänge meist etwas kürzer bzw. größer ist. Das Fell ist ober- und unterseits dunkelbraun gefärbt. Die Flügel sind ebenfalls dunkelbraun und unbehaart. Die Ohren sind breit und abgerundet, der äußere Rand des Tragus ist auf der Hälfte der Länge konkav geknickt. Wie bei anderen Schlitznasen wirkt das Gesicht oberhalb der Schnauze durch eine Längsfurche zweigeteilt.

## Verbreitung
Die Mittlere Schlitznase ist in West- und Zentralafrika verbreitet. Sie kommt von Guinea und Liberia an der Westküste, über Ghana und Kamerun und der Demokratischen Republik Kongo bis nach Tansania und Angola vor.

## Lebensweise
Die Nachweise der Mittleren Schlitznase stammen fast alle aus dem Tieflandregenwald und angrenzenden Savannenlandschaften sowie aus Galeriewäldern und Waldsavannen wie dem Miombo. Als Nahrung dienen vermutlich Arthropoden, die von der Vegetationsoberfläche oder dem Boden abgesammelt werden. Über Quartiere ist wenig bekannt, ein Exemplar wurde in einem verlassen Haus, ein anderes in einer Höhle gefunden.

## Etymologie & Forschungsgeschichte
Das Typusexemplar wurde von Villy Aellen 1953 in der Elfenbeinküste gesammelt. Zuerst wurde die Art der Bate-Schlitznase zugeordnet. Das Artepithon nimmt Bezug auf die mittlere Größe der Art im Vergleich zu der nah verwandten und sehr ähnlich aussehenden Zwerg- und der Bate-Schlitznase.

## Gefährdung
Seitens der IUCN wird die Art auf Grund des großen Verbreitungsgebiets als nicht gefährdet („least concern“) eingestuft.